# زقين زائدي
زقين زائدي (الاسم العلمي:Diascia appendiculata) هو نوع من النباتات يتبع جنس الزقين من الفصيلة الغدبية.